# 구산서당
구산서당(龜山書堂)은 대한민국 경상남도 합천군 가회면에 있는, 성월 윤탁(1554∼1593) 선생의 공적과 학덕을 기리고 충효정신을 선양하기 위하여 광무 8년(1904)에 건립된 서당이다. 2002년 8월 14일 경상남도의 문화재자료 제322호로 지정되었다.

## 개요
구산서당은 성월 윤탁(1554∼1593) 선생의 공적과 학덕을 기리고 충효정신을 선양하기 위하여 광무 8년(1904)에 건립되었다. 윤탁 선생은 훈련원 부정을 지내고 임진왜란이 일어나자 의령 곽재우 장군과 함께 의병을 일으켰으며, 선조 26년(1593) 진주성 싸움에서 전사하였고 죽은 뒤 병조판서에 추증되었다. 선생의 위패는 합천 임란창의사에 봉안되어 있으며 매년 5월 10일 향사를 지내고 있다.
대문채와 서당으로만 구성되어 있는데, 뒤쪽 경사지형에 대문채와 서당을 일직선상에 배치하고 4면에 모두 담장을 둘렀다.
서당은 정면 4칸, 측면 2칸의 전·후툇집으로 실의 구성은 가운데 2칸의 대청을 중심으로 양쪽 1칸에 방을 들였다. 방은 뒷퇴칸까지 연장하였으나 대청은 뒷퇴칸을 벽으로 막고 쌍여닫이의 판장문을 달았다. 정면과 퇴칸부분에는 계자난간을 둘렀고 마루는 모두 우물마루로 구성하였다. 막돌로 쌓은 기단 위에 다듬은 초석을 놓고 그 위에 원기둥을 세웠는데 원기둥은 정면에만 사용하였다. 방의 대청쪽 출입문은 4짝의 굽널을 끼운 세살문을 달았고 정면에는 쌍여닫이, 측면에는 외여닫이 세살문을 달았으며 방의 정면 문 위에는 광창을 달았다.
가구형식이나 소로장식 등은 회계서당(경상남도 문화재자료 321호)과 같다. 이 구산서당이 회계서당보다 14년 전에 세워졌으므로 이 서당을 본으로 회계서당이 지어진 것으로 보여진다. 지붕은 옆면에서 볼 때 여덟 팔(八)자 모양인 팔작지붕 형식으로 기와의 끝단은 아구토로 마감하였다.
구산서당은 건축물의 치목의 수법, 전·후퇴의 사용 등이나 장식적 기법 등 조선 후기 건축의 양식과 기법을 그대로 사용하고 있어 학술적 가치가 크다.

## 같이 보기
- 윤탁

## 참고 문헌
- 구산서당 - 국가유산청 국가유산포털